# 天主教大學憲章
天主教大學憲章（原題「產生自教會的核心」）是天主教教宗若望保祿二世於1990年發布的一篇宗座憲章，其中為天主教辦學的理念做出了申論與呼籲，提倡在教育時不應只注重技術的傳授，也要關注倫理精神的培育。並且針對天主教大學的規章做出總論的規範。

## 背景
原先世界各地就有多間天主教會創辦的大學，或教宗贊助的學院。梵蒂岡第二次大公會議並發布了《天主教教育》宣言作為教會辦學的基本規章。

## 大綱
首先，若望保祿二世在緒言讚賞了天主教大學在學術上以及福傳上的貢獻，並說明了為了讓天主教大學能有套大憲章，因此才發表了這一篇天主教大學憲章。並且向主教們以及整個教會推廣天主教大學的重要性。
正文分成「身分與使命」和「一般規定」兩篇。在第一篇中描述了天主教大學的各種特性，一所天主教大學必須追求知識上的整合，鼓勵信仰和理性的交談，要有倫理方面的關注，並且關注神學方面的展望。並且天主教大學與教會必須有著重要的聯繫，教區主教們也因關心大學的進展。並且兼顧對社會與教會的服務，牧靈的職務，和福傳等面向。
一般規定的篇章則以教會法為基礎為了天主教大學的規範做了延伸，教區主教或主教們組成的議會則能因地制宜去做更近一步的規定，並對教會轄下的大學有其效力。比如天主教大學必須公開表示自身的天主教立場，雖不影響教職員本身的信仰，但是校方在官方態度上必須以天主教為基本。而且天主教大學需要有聖座、主教團或其他聖統會議，或一位教區主教予以設立或批准。在學校的運作上校牧體系也保有其重要角色。

## 外部連結
- 〈天主教大學憲章〉中文完整版（页面存档备份，存于），存於輔仁大學網站
- 〈天主教大學憲章〉精簡版（页面存档备份，存于）